# William O’Brien, 4. Earl of Inchiquin

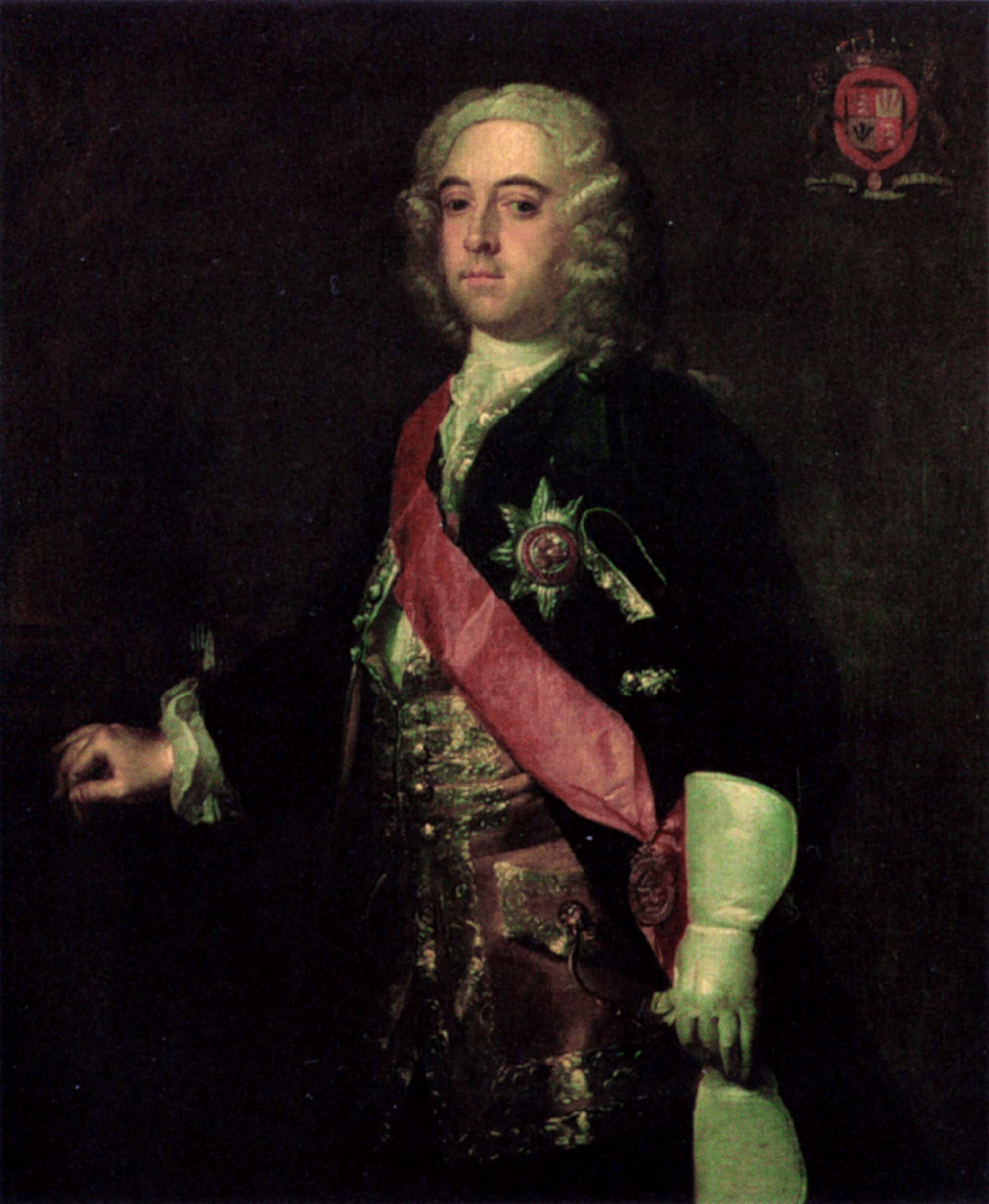
Porträt von William O’Brien (1700–1777), 4. Earl of Inchiquin – irisch-britischer Adliger und Politiker

William O’Brien, 4. Earl of Inchiquin KB (* 1700; † 18. Juli 1777), war ein irisch-britischer Adliger und Politiker.

## Leben
Er war der älteste Sohn und Erbe von William O’Brien, 3. Earl of Inchiquin (1662–1719), aus dessen Ehe mit Mary Villiers († 1753).
Beim Tod seines Vaters am 24. Dezember 1719 erbte er dessen irische Adelstitel als 4. Earl of Inchiquin, 9. Baron Inchiquin und 4. Baron O’Brien und wurde dadurch auf Lebenszeit Mitglied des irischen House of Lords. Bei Gründung des Order of the Bath wurde er 1725 zum Knight Companion dieses Ordens geschlagen.
Er gehörte der Partei der Whigs an und wurde ab 1722 mehrmals als Abgeordneter für verschiedene englische Boroughs ins britische House of Commons gewählt. Von 1722 bis 1727 war er Abgeordneter für Windsor, 1727 bis 1734 für Tamworth, 1741 bis 1747 für Camelford und 1747 bis 1754 für Aylesbury.
1740 bis 1741 hatte er das Amt des Großmeisters der englischen Freimaurerloge inne. 1741 bis 1777 war er Gouverneur des irischen Countys Clare und war 1762 bis 1777 auch Custos Rotulorum dieses Countys.
1744 bis 1751 hatte er zudem das Hofamt eines Gentleman of the Bedchamber bei Frederick Louis, Prince of Wales, inne und wurde 1753 ins Privy Council für Irland berufen.
Er starb am 18. Juli 1777 und wurde in der Kathedrale von Cloyne bestattet.

## Ehe und Nachkommen
In erster Ehe heiratete er am 29. März 1720 seine Cousine Lady Anne Douglas-Hamilton († 1756), Tochter des George Hamilton, 1. Earl of Orkney, und der Elizabeth Villiers, die diesen 1737 als 2. Countess of Orkney beerbte. Mit ihr hatte er eine Tochter und vier Söhne:
- Mary O’Brien, 3. Countess of Orkney (um 1721–1791) ⚭ Murrough O’Brien, 1. Marquess of Thomond, 5. Earl of Inchiquin (1726–1808)
- William O’Brien, Lord O’Brien (1725–1727)
- George O’Brien, Lord O’Brien (1727–1728)
- Augustus O’Brien, Lord O’Brien († vor 1741)
- Murrough O’Brien, Viscount Kirkwall (1731–1741)

In zweiter Ehe heiratete er am 12. Oktober 1761 Hon. Mary Moore, Tochter des Stephen Moore, 1. Viscount Mountcashell. Diese Ehe blieb kinderlos.
Da alle seine Söhne jung und vor ihm starben, fielen seine Adelstitel bei seinem Tod an seinen Neffen Murrough O’Brien. Dieser war zugleich sein Schwiegersohn, da er 1753 seine Tochter Mary geheiratet hatte. Seine Tochter Mary hatte zudem beim Tod ihrer Mutter 1756 deren Titel 3. Countess of Orkney geerbt.